# Model J. Bènarda
Model  J. Bènarda
Podobnie jak model I. Adelman jest to model łączący planowanie rozwoju kształcenia z planowaniem optymalnego rozwoju gospodarki. Określa on jednocześnie wielkość i strukturę czasową produkcji dóbr i usług, inwestycji i kształcenia. 
Układ składa się z trzech podsystemów:  
1.	Dóbr i usług rynkowych
2.	Siły roboczej (sklasyfikowanej według kategorii kwalifikacyjno-zawodowych)
3.	Systemu kształcenia podzielonego według rodzajów szkół
Podobnie, jak w modelu Adelman, podaż siły roboczej wyrażona jest w kategoriach edukacyjnych, natomiast popyt wyraża się w kategoriach zawodowych. 
W modelu Bènarda, oprócz formalnego systemu kształcenia, dochodzi  jeszcze jedno dodatkowe źródło wzrostu wykwalifikowanej siły roboczej: szkolenie zawodowe już istniejącej siły roboczej, przyjmujące formę przekwalifikowania. Autor teorii uwzględnia również istnienie egzogenicznej mobilności zawodowej ludności. 
Podobnie, jak w przypadku każdego formalnego rodzaju kształcenia, również kształcenie zawodowe wymaga nakładów w postaci siły roboczej, środków trwałych itp., których to wielkość jest liniowo zależna od liczby osób podlegających kształceniu. 
Głównym zadaniem modelu  Bènarda jest określenie, jaką część przyrostu siły roboczej w każdej kategorii zawodowej stanowić mają przekwalifikowani pracownicy innych kategorii, a jaką młodzi absolwenci opuszczający szkoły. Bènard dopuszczał zmniejszenie się liczebności poszczególnych grup zawodowych w tempie szybszym od stopy ubytku naturalnego. 
System kształcenia u Bènarda składa się z siedmiu typów szkół na różnych poziomach, przy czym cykl nauczania niezależnie od typu szkoły trwa 3 lata. W przeciwieństwo do modelu Adelman, uwzględnione są nakłady produkcji bieżącej na kształcenie, natomiast osoby o wykształceniu niepełnym określa się jako absolwentów. 
Funkcja celu w modelu Bènarda ma postać: 
Max Ψ = Σβ₁(t) * ΔC₁ (t) + Σμ₁(t) * ΔK₁(t) + Σγ₂(t)*Y₂(t) + Ση₂(t) * ΔK₂(t) + Σμ₂(t) * X₂(t) + Σμ₃(t) *Δ K₃(t)  + Σχ₃(t) * L₃(t)

Gdzie: 

ΔC₁ (t) – przyrost konsumpcji indywidualnej  z okresu (t-1) do t
ΔK₁(t), ΔK₂(t), Δ K₃(t)  - przyrost brutto zdolności wytwórczych kolejno w sektorach produkcyjnych, szkolenia zawodowego i kształcenia osiągane w okresie (t+1) w wyniku nakładów inwestycyjnych poniesionych okresie (t)
Y₂(t) – liczebność szkolonych w ramach systemu szkoleń zawodowych w okresie (t)
X₂(t) – strumień osób zwiększających zasób siły roboczej w okresie (t)
L₃(t) – liczebność absolwentów i osób, które odpadły ze studiów i nie zostały zatrudnione w okresie (t)
β₁(t) – stopa dyskontowa konsumpcji indywidualnej
μ₁(t), η₂(t),  μ₃(t) – rezydualna wartość na koniec horyzontu planu jednostek środków trwałych włączonych do eksploatacji w okresie (t+1)
μ₂(t) – rezydualna wartość na koniec horyzontu planu jednostek zasilających zasób siły roboczej w okresie (t)
γ₂(t) – zmiana rezydualnej wartości na koniec horyzontu czasowego planu jednostki przechodzącej z jednej kategorii zawodowej do innej w rezultacie przeszkolenia zawodowego w okresie (t-1)
χ₃(t) – współczynniki kompensujące pozorny wzrost wartości rezydualnej siły roboczej wynikający z faktu, że niezatrudnienia absolwenci i osoby, które odpadły z cyklu kształcenia w okresie (t) są traktowani w równaniu dla okresu (t+1)tak, jak gdyby byli „produktem“ systemu kształcenia tego ostatniego okresu
Maksymalizowaną funkcję autor interpretuje jako „zdyskontowaną sumę krańcowych użyteczności”. 
Łatwo zauważyć, że ogromną wadą modelu Bènarda jest to, że tworzenie nowych zdolności produkcyjnych i kształcenie siły roboczej staje się celem samym w sobie, niezależnie od rzeczywistego zapotrzebowania społeczno-gospodarczego. Prowadzi to do paradoksalnej sytuacji, gdy przy wzroście bezrobocia wśród absolwentów, rośnie wartość maksymalizowanej funkcji. Stąd model ten rozdziela środki nieracjonalnie, a jego założenie było przecież przeciwne. 